# Computer Entertainment Rating Organization

Logo CERO

Computer Entertainment Rating Organization (jap. 特定非営利活動法人コンピュータエンターテインメントレーティング機構 Tokutei Hieiri Katsudō Hōjin Konpyūta Entāteinmento Rētingu Kikō), CERO – organizacja zajmująca się ocenianiem gier komputerowych i oprogramowania w Japonii. System uruchomiony został w czerwcu 2002 jako część Computer Entertainment Supplier’s Association. Używał wtedy oznaczeń Entertainment Software Rating Board.

## Oceny
System oceniania obowiązujący od 1 marca 2006:
| Obrazek | Ograniczenie                                                              | Informacje | Uwagi                                                                  |
| ------- | ------------------------------------------------------------------------- | --- | ---------------------------------------------------------------------- |
|         | odpowiednie dla wszystkich (全年齢対象 Zen nenrei taishō)                 | Treść jest odpowiednia dla wszystkich grup wiekowych. Nie zawiera elementów, które mogłyby mieć negatywny wpływ na dzieci.                                                                                 | Równoważny z ESRB Everyone (10+) i PEGI 3+ i 7+                        |
|         | odpowiednie od 12 lat (12才以上対象 Jūnisai ijō taishō)                   | Zawiera treści, które mogą być nieodpowiednie dla dzieci poniżej dwunastego roku życia. Może zawierać animowaną, fantastyczną lub zwykłą przemoc, lekkie przekleństwa i sugestywne podteksty.              | Równoważny z ESRB Teen i z PEGI 12+                                    |
|         | odpowiednie od 15 lat (15才以上対象 Jūgosai ijō taishō)                   | Zawiera treści, które mogą być nieodpowiednie dla dzieci poniżej piętnastu lat. Może zawierać przemoc, silne przekleństwa, sugestywne podteksty, hazard oraz nawiązania do używek lub sceny ich zażywania. | Równoważny z PEGI 16+                                                  |
|         | odpowiednie od 17 lat (17才以上対象 Jūnanasai ijō taishō)                 | Może zawierać sceny seksualne lub ostrą przemoc i przekleństwa. | Równoważny z ESRB Mature                                               |
|         | odpowiednie od 18 lat (18才以上のみ対象 Jūhachisai ijō nomi taishō)       | Zawartość odpowiednia jedynie dla osób dorosłych. Zawiera treści, przedstawiające daleko posuniętą przemoc, sceny nagości oraz seksu i silne przekleństwa.                                                 | Równoważny z ESRB Adults only i z PEGI 18+                             |
|         | produkt o charakterze edukacyjnym (教育・データベース Kyouiku Deitabeisu) | Stosowane wobec programów o charakterze edukacyjnym. Może zawierać kontrowersyjne treści przedstawione w sposób naukowy.                                                                                   | Brak odpowiedników w innych systemach klasyfikacji gier komputerowych. |
|         | ocena w przygotowaniu (審査予定 Shinsa yotei)                             | Produkt został wysłany do CERO na testy i oczekuje nadania oceny. | Równoważny z ESRB Rating Pending                                       |
|         | produkt demonstracyjny (規定適合 Kitei tekigō)                            | Stosowane w wersjach demonstracyjnych oraz materiałach promocyjnych gry, która dopiero ma zostać wydana.                                                                                                   | Równoważny z ESRB Rating Pending                                       |

## Ikony zawartości
W kwietniu 2004 roku CERO zdefiniowało następujące klasyfikatory zawartości:
| Obrazek | Treść                         | Informacje                                                                                             |
| ------- | ----------------------------- | --- |
|         | miłość                        | W grze ukazana jest miłość o charakterze emocjonalnym.                                                 |
|         | seks                          | W grze pojawiają się nagość, zachowania seksualne lub nawiązania do zachowań o charakterze seksualnym. |
|         | przemoc                       | Gra zawiera elementy przemocy.                                                                         |
|         | strach                        | Gra może przestraszyć wrażliwych graczy oraz młodsze dzieci.                                           |
|         | alkohol oraz wyroby tytoniowe | W grze pojawiają się nawiązania do alkoholu lub wyrobów tytoniowych albo przedstawiono ich zażywanie.  |
|         | hazard                        | Gry, które zachęcają do uprawiania hazardu lub go uczą.                                                |
|         | przestępstwa                  | W grze pojawiają się sceny przestępstw lub nawiązania do nich.                                         |
|         | narkotyki                     | W grze pojawiają się nawiązania do używek lub przedstawiono ich zażywanie.                             |
|         | wulgarny język                | W grze jest używany wulgarny język.                                                                    |